# 강훈 (배우)
강훈(姜勳, 1991년 5월 23일 ~ )은 대한민국의 배우이다.

## 학력
- 군산신풍초등학교 (졸업)
- 군산중학교 (졸업)
- 군산고등학교 (졸업)
- 수원대학교 연극영화학부 (학사)

## 출연 작품

### 텔레비전
| 연도 | 방송사       | 제목                       | 배역                   | 비고          |
| ---- | ------------ | -------------------------- | ---------------------- | ------------- |
| 2016 | 머스태그×MBC | 사랑을 말하다              | 한진우                 |               |
| 2017 | 머스태그     | 옆방여자 옆방남자          | 남훈                   |               |
| 2017 | 콬TV         | 오피스워치                 | 김경준                 | 웹드라마      |
| 2018 | 플레이리스트 | 이런 꽃같은 엔딩           | 유현수                 | 웹드라마      |
| 2018 | 네이버TV     | 이옵빠몰까                 |                        | 웹드라마      |
| 2018 | SBS          | 그녀로 말할 것 같으면      | 지수한                 |               |
| 2019 | tvN          | 악마가 너의 이름을 부를 때 | 쇠파이프를 휘두른 남자 |               |
| 2019 | MBC          | 신입사관 구해령            | 현경묵                 |               |
| 2019 | JTBC         | 열여덟의 순간              | 휘영의 형              | 특별출연      |
| 2020 | KBS2         | 어서와                     | 고두식                 |               |
| 2021 | 플레이리스트 | [플렌즈] 서연대 X레반      | 유현수                 | 특별출연      |
| 2021 | tvN          | 너는 나의 봄               | 강태정                 |               |
| 2021 | MBC          | 옷소매 붉은 끝동           | 홍덕로                 |               |
| 2022 | tvN          | 스물다섯 스물하나          | 백이현                 | 16회 특별출연 |
| 2022 | tvN          | 작은 아씨들                | 하종호                 |               |
| 2023 | SBS          | 꽃선비 열애사              | 김시열                 |               |
| 2023 | 넷플릭스     | 너의 시간 속으로           | 정인규                 |               |
| 2024 | ENA          | 나의 해리에게              | 강주연                 | 12부작        |
| 2025 | U+tv         | 메스를 든 사냥꾼           | 정정현                 | 16부작        |
| 2025 | tvN          | 아수라 발발타              | 강태구                 |               |

### 영화
| 연도 | 제목                    | 배역 | 비고     |
| ---- | ----------------------- | ---- | -------- |
| 2014 | 피크닉                  | 후니 | 단편영화 |
| 2014 | 내마내모                |      | 단편영화 |
| 2015 | 너의 의미               |      | 단편영화 |
| 2016 | 이제 너 남인줄도 모르고 |      | 단편영화 |

### 예능
- 《남자들이 사는 세상》(2016년, 내맘에콬)
- 《이옵빠몰까 시즌2》(2018년, 스튜디오 LuIU LaLa)
- 《네모여행: 싱가포르 센토사편》((2018년, 유튜브)
- 《네모여행: 스페인편》((2019년, 유튜브)
- 《라디오 스타》 (2022년, MBC)
- 《설특집 스핀오프 : 옷소매 붉은 끝동 부여잡고》(2022년, MBC)
- 《꼬리에 꼬리를 무는 그날 이야기》(2022년, SBS)
- 《런닝맨》(2023년,2024년,2025년SBS)

## 수상 및 후보
| 연도 | 시상식       | 부문                           | 작품             | 결과 |
| ---- | ------------ | ------------------------------ | ---------------- | ---- |
| 2021 | MBC 연기대상 | 남자 신인상                    | 옷소매 붉은 끝동 | 수상 |
| 2021 | MBC 연기대상 | 미니시리즈부문 남자 우수연기상 | 옷소매 붉은 끝동 | 후보 |
| 2024 | SBS 연예대상 | 라이징 스타상                  | 런닝맨           | 수상 |